# Capitaine Blood (bande dessinée)
Capitaine Blood est une bande dessinée adaptée du film homonyme de Michael Curtiz lui-même tiré du roman de Rafael Sabatini.

## Historique
En 1949, Cino Del Duca, patron des éditions Mondiales, demande aux frères Willy et Yves Groux de créer deux bandes dessinées pour ses revues pour la jeunesse, Tarzan et L’Intrépide. Dans un premier temps ils vont livrer simultanément les planches du Capitaine Risque-Tout dans Tarzan et celles du Capitaine Blood dans L’Intrépide. Plus que du roman, la bande est directement inspirée du film de Curtiz sorti en 1935 (tel qu’indiqué dès la première vignette). Le héros a d’ailleurs les traits d’Errol Flynn, le méchant Levasseur celui de Basil Rathbone et c’est bien sûr Olivia de Havilland qui prête ses traits à l’héroïne.

## Album
- Capitaine Blood, les éditions Mondiales, 1953[1] ; rééd. éditions du Taupinambour, 2011 (54 planches formatées à l’italienne).